# Sacramento, Kentucky
Sacramento är en ort i McLean County i delstaten Kentucky, USA.